# Saint-Antonin (Alpi Marittime)
Saint-Antonin (in italiano, Sant'Antonino, ormai desueto) è un comune francese di 109 abitanti, situato nel dipartimento delle Alpi Marittime della regione della Provenza-Alpi-Costa Azzurra. I suoi abitanti sono chiamati Santantoninois.

## Società

### Evoluzione demografica
Abitanti censiti